# Thelypodium longipes
Thelypodium longipes är en korsblommig växtart som först beskrevs av Reed Clark Rollins, och fick sitt nu gällande namn av Reed Clark Rollins. Thelypodium longipes ingår i släktet Thelypodium och familjen korsblommiga växter. Inga underarter finns listade i Catalogue of Life.